# Münchholzhausen
Münchholzhausen è una frazione della città tedesca di Wetzlar, nell'Assia.

Conta (2008) 2.415 abitanti.

## Storia
Münchholzhausen fu nominata per la prima volta nel 774.

Costituì un comune autonomo fino al 31 dicembre 1976, quando con altri 13 comuni e le città di Gießen e Wetzlar andò a formare la nuova città di Lahn, divenendone un quartiere (Stadtteil) compreso nel distretto urbano (Stadtbezirk) di Dutenhofen.
Il 31 luglio 1979, a seguito delle proteste della cittadinanza, la città di Lahn fu disciolta; tuttavia Münchholzhausen non recuperò la propria indipendenza, ma divenne una frazione di Wetzlar.